# Edwin González (calciatore guatemalteco)
Edwin Rafael González Ávalos (Città del Guatemala, 22 febbraio 1982) è un calciatore guatemalteco, difensore del Mictlán.

## Caratteristiche tecniche
È un terzino sinistro.

## Carriera

### Club
Comincia a giocare nel CSD Municipal. Nel 2004 si trasferisce allo Xelajú MC. Nel 2005 passa al Deportivo Petapa. Nel 2006 viene acquistato dal Mictlán. Nell'estate 2007 viene ceduto al Deportivo Malacateco, ma nel gennaio 2008 torna al Mictlán. Nel 2011 passa alla Juventud Retalteca. Nel gennaio 2012 viene acquistato dal CSD Municipal. Nel gennaio 2013 passa al Deportivo Petapa. Nell'estate 2013 si trasferisce al Deportivo Malacateco. Nel 2014 viene ceduto all'Antigua GFC. Nell'estate 2015 passa al Cobán Imperial. Nel gennaio 2016 viene acquistato dal Mictlán.

### Nazionale
Debutta in Nazionale nel 2003. Ha partecipato, con la Nazionale, alla Gold Cup 2011. Ha collezionato in totale, con la maglia della Nazionale, 11 presenze.

## Palmarès

### Club

#### Competizioni nazionali
- Liga Nacional de Fútbol de Guatemala: 2

CSD Municipal: 2003-2004, 2011-2012
- Copa Centenario: 2

CSD Municipal: 2003, 2004